# Grădinarul spaniol (film din 1956)
Grădinarul spaniol (titlul original: în engleză The Spanish Gardener) este un film dramatic englez, realizat în 1956 de regizorul Philip Leacock, după romanul omonim al scriitorului A. J. Cronin, protagoniști fiind actorii Dirk Bogarde, Jon Whiteley, Michael Hordern și Cyril Cusack. 

## Rezumat
Însoțit doar de fiul său Nicholas, diplomatul britanic Harrington Brande, după ce soția sa l-a părăsit, preia o nouă slujbă în Spania, sperând să avanseze profesional. Dar postul de acolo, presupusa șansă de viață nouă într-o țară nouă, s-a dovedit curând a fi o mare dezamăgire pentru el. Cariera lui stagnează. Cu toate acestea, fiul său Nicholas vede totul ca pe un fel de aventură și se împrietenește rapid cu noul grădinar Jose. Pe măsură ce Nicholas petrece din ce în ce mai mult timp cu Jose, pierderea afecțiunii percepută a tatălui față de fiul său îl lovește puternic. El îi interzice lui Nicholas să-l vadă pe grădinar. Pe măsură ce tensiunile cresc și un alt servitor îl acuză pe Jose de furt, toți cei implicați își dezvăluie adevăratele caractere.

## Distribuție
- Dirk Bogarde – Jose
- Jon Whiteley – Nicholas Brande
- Michael Hordern – Harrington Brande
- Cyril Cusack – Garcia
- Maureen Swanson – Maria
- Lyndon Brook – Robert Burton
- Josephine Griffin – Carol Burton
- Bernard Lee – Leighton Bailey
- Rosalie Crutchley – Magdalena
- Ina De La Haye – mama lui Jose
- Geoffrey Keen – dr. Harvey
- Harold Scott – Pedro
- Jack Stewart – o escortă de poliție
- Richard Molinas – o escortă de poliție
- Susan Lyall Grant – fata
- John Adderley – taximetristul
- David Lander – polițistul

## Locații de filmare
Pe lângă Studiourile Pinewood din Londra, filmul a fost filmat în Spania, în stațiunea S'Agaró din Castell-Platja d'Aro, în provincia Girona.